# Augusto Licks
Augustinho Moacir Licks (Montenegro, 28 de maio de 1956), mais conhecido pelo nome artístico Augusto Licks, é um jornalista e guitarrista brasileiro. Entre 1987 e 1993, foi guitarrista da banda Engenheiros do Hawaii.

## Carreira
Augustinho teve uma infância modesta no interior do Rio Grande do Sul, numa família de imigrantes alemães com seis filhos. Recebeu a influência musical do irmão Rogério, que lhe ensinou os primeiros acordes.
Na adolescência, fez um intercâmbio em Nova Iorque, que ampliou seus horizontes musicais e lhe permitiu assistir a shows de artistas como Bob Dylan, Sonny Terry e Brownie McGhee.
Durante parte de sua carreira, foi guitarrista e parceiro musical do cantor gaúcho Nei Lisboa, um dos grandes nomes da chamada Música Popular Gaúcha.
Em 1987, entrou para o grupo Engenheiros do Hawaii, a convite do vocalista Humberto Gessinger (que tocava guitarra, mas assumiu o baixo elétrico devido à saída do baixista Marcelo Pitz). A formação Gessinger, Licks & Maltz (também conhecida pela sigla GLM) levou o grupo ao status de um dos maiores nomes do rock brasileiro dos anos 1980, e durou até novembro de 1993, quando Licks saiu da banda.
Ao sair dos Engenheiros do Hawaii, no final de 1993, escreveu artigos para diversos jornais. Atualmente, reside com a mulher e a filha no bairro da Urca, na cidade do Rio de Janeiro.
Em 2015, via financiamento coletivo, realizou workshops, chamado "Do Quarto para o Mundo".
Em 2018, fez shows em parceria com seu irmão, José Rogério, e em 2020, participou do projeto A Banda Que Nunca Existiu (ABQNE), cantando e tocando na canção “Só Uma Vez”.
Em 2019, foi lançada sua biografia chamada "Contrapontos", escrita por Fabricio Mazocco e Silvia Remaso.

## Discografia

### Com Nei Lisboa
- 1983 - Pra Viajar no Cosmos Não Precisa Gasolina [4]
- 1984 - Noves Fora
- 1987 - Carecas da Jamaica

### Com Engenheiros do Hawaii
- 1987 - A Revolta dos Dândis
- 1988 - Ouça o que Eu Digo: Não Ouça Ninguém
- 1989 - Alívio Imediato
- 1990 - O Papa é Pop
- 1991 - Várias Variáveis
- 1992 - Gessinger, Licks & Maltz
- 1993 - Filmes de Guerra, Canções de Amor

### Com A Banda Que Nunca Existiu
- 2020 - Só uma Vez (Single)[10]

## Filmografia
- 1981 - Deu pra ti anos 70 (Giba Assis Brasil/Nelson Nadotti)
- 1986 - O Dia em que Dorival Encarou a Guarda (Jorge Furtado/José Pedro Goulart)